# شهرام ثمینی‌پور
شهرام ثمینی‌پور (با نام هنری «شهرام») بازیگر کودک فیلم اهل ایران که در سال‌های ۱۳۵۲ تا ۱۳۵۶ در سینمای ایران در نقش پسرک خردسال در ٢٣ فیلم سینمایی نقش آفرینی کرد. صداپیشهٔ او در تمام این فیلم‌ها ناهید امیریان، دوبلور بچه‌گوی ایرانی بود.

## فیلم‌شناخت
- اشک رقاصه (۱۳۵۶)
- زن (۱۳۵۶)
- با هم ولی تنها (۱۳۵۵)
- بی‌گناه (۱۳۵۵)
- پاداش یک مرد (۱۳۵۵)
- پسرک (۱۳۵۵)
- ستیز (۱۳۵۵)
- میهمان (۱۳۵۵)
- چشمان بسته (۱۳۵۴)
- خداحافظ کوچولو (۱۳۵۴)
- شبگرد (۱۳۵۴)
- غلام زنگی (۱۳۵۴)
- مادر دوستت دارم (۱۳۵۴)
- مجازات (۱۳۵۴)
- همت (۱۳۵۴)
- هیچکی بابا نمیشه (۱۳۵۴)
- این دست کجه (۱۳۵۳)
- دروغگوی کوچولو (۱۳۵۳)
- دکتر و رقاصه (۱۳۵۳)
- ماجراجویان خشن (۱۳۵۳)
- میرم بابا بخرم (۱۳۵۳)
- هرجایی (۱۳۵۳)
- دشمن (فیلم ۱۳۵۲) (۱۳۵۲)